# Olmsted Falls
Olmsted Falls é uma cidade localizada no estado norte-americano do Ohio, no Condado de Cuyahoga.

## Demografia
Segundo o censo norte-americano de 2000, a sua população era de 7962 habitantes.
Em 2006, foi estimada uma população de 8333, um aumento de 371 (4.7%).

## Geografia
De acordo com o United States Census Bureau tem uma área de 10,7 km², dos quais 10,7 km² cobertos por terra e 0,0 km² cobertos por água.

## Localidades na vizinhança
O diagrama seguinte representa as localidades num raio de 12 km ao redor de Olmsted Falls.